# Satoshō
Satoshō (里庄町, Satoshō-chō) est un bourg du district d'Asakuchi, dans la préfecture d'Okayama, au Japon.

## Géographie

### Démographie
Au 1er février 2015, la population de Satoshō s'élevait à 10 888 habitants répartis sur une superficie de 12,23 km2.

## Personnalités liées à la municipalité
L'économiste et homme politique Gōtarō Ogawa (1876-1945) est originaire de Satoshō.
L’auteur-compositeur-interprète Fujii Kaze est originaire de Satoshō.